# Joos van Liere
Joos van Liere né à Bruxelles et mort à Zwijndrecht en 1583 est un peintre, graveur et dessinateur flamand miniaturiste de la Renaissance.

## Son œuvre
Au siècle dernier, ce corpus d'une vingtaine de dessins était attribué à Pierre Bruegel l'Ancien, après avoir été longtemps attribué a Joos van Liere ; il semble que l'hypothèse la plus probable soit Cornelis Cort.

### Peinture
- Paysage montagneux avec Villages, huile sur panneau, (39.5 × 64 cm), collection Chr. S. Westerman, Amsterdam.

### Dessins
- Village et Château, ou Vue avec une cité fortifiée, circa 1560, Vienne dessin, Albertina, Vienne
  - Signé Joost van Lie...
  - autre signature masquée: Jodocus de Liere
- Route de Campagne, (28 × 41,2 cm) Friz William Museum, Cambridge
  - Signé (?): Joes van Lire[2].

### D'aprèsHondius[Lequel ?]
- Paysage avec le fils prodique: 29,3 × 42,7 cm.), daté 1607:
  - inscription: J. van Lier Invent and cum privilegio. Henric Hondius. sculp. et ex.
- Aestas -L'été- ou Paysage avec un Château sur une Colline
  - inscription: Aestas J. van Lier inv. Henric Hondius fecit 1642 cum privilegio;
- Paysage avec le Christ guérissant les malades, (18,2 × 22,7 cm).
  - inscription: Jodoc. liereus inve.- Hhondius sculpsit.
- Paysage avec deux fermiers marchant, (18,2 × 22,6 cm.)
  - inscription: llier Jnv. Hhondius sculp. et excud.[3]